# Platambus guttulus
Platambus guttulus är en skalbaggsart som först beskrevs av Régimbart 1899.  Platambus guttulus ingår i släktet Platambus och familjen dykare. Inga underarter finns listade i Catalogue of Life.